# Grodzisko (Strzyżów)
Grodzisko ist eine Ortschaft mit einem Schulzenamt der Gemeinde Strzyżów im Powiat Strzyżowski der Woiwodschaft Karpatenvorland in Polen.

## Geographie
Der Ort liegt im Strzyżów-Gebirge am Bach Różanka, einem rechten Zufluss des Wisłoks. Die Nachbarorte sind Dobrzechów im Süden, Tułkowice im Südwesten, Różanka im Westen, Zawadka im Nordwesten, Pstrągowa im Nordosten, Tropie im Südosten.

## Geschichte
Der Name Grodzisko bedeutet wörtlich Wallburg, Archäologen haben Spuren einer Wallburg in den 1950er Jahren gefunden. Die Wallburg befand sich auf einem hohen Hügel und war 160 × 120 m groß. Sie wurde auf das 11. bis 12. Jahrhundert datiert. Das Waldhufendorf wurde wahrscheinlich vom Kloster Koprzywnica im 14. Jahrhundert gegründet und blieb im Besitz der Zisterzienser bis zum Jahr 1782. Es wurde in einem von den Mönchen gefälschten Dokument angeblich aus dem Jahr 1277 erwähnt, aber die erste sichere Erwähnung als Grodczysco stammt aus 1428.
Das Dorf gehörte zur Adelsrepublik Polen-Litauen, Woiwodschaft Sandomir, Kreis Pilzno. Bei der Ersten Teilung Polens kam Grodzisko 1772 zum neuen Königreich Galizien und Lodomerien des habsburgischen Kaiserreichs (ab 1804). Nach der Aufhebung der Patrimonialherrschaften bildete es ab 1850 eine Gemeinde im Gerichtsbezirk Strzyżów im Bezirk Rzeszów, ab 1896 im neuen Bezirk Strzyżów.
Nach dem Ende des Ersten Weltkriegs und dem Zusammenbruch der Habsburgermonarchie kam Grodzisko 1918 zu Polen. Unterbrochen wurde dies nur durch die deutsche Besetzung Polens im Zweiten Weltkrieg. Von 1975 bis 1998 gehörte Grodzisko zur Woiwodschaft Rzeszów.